# Waffenknecht

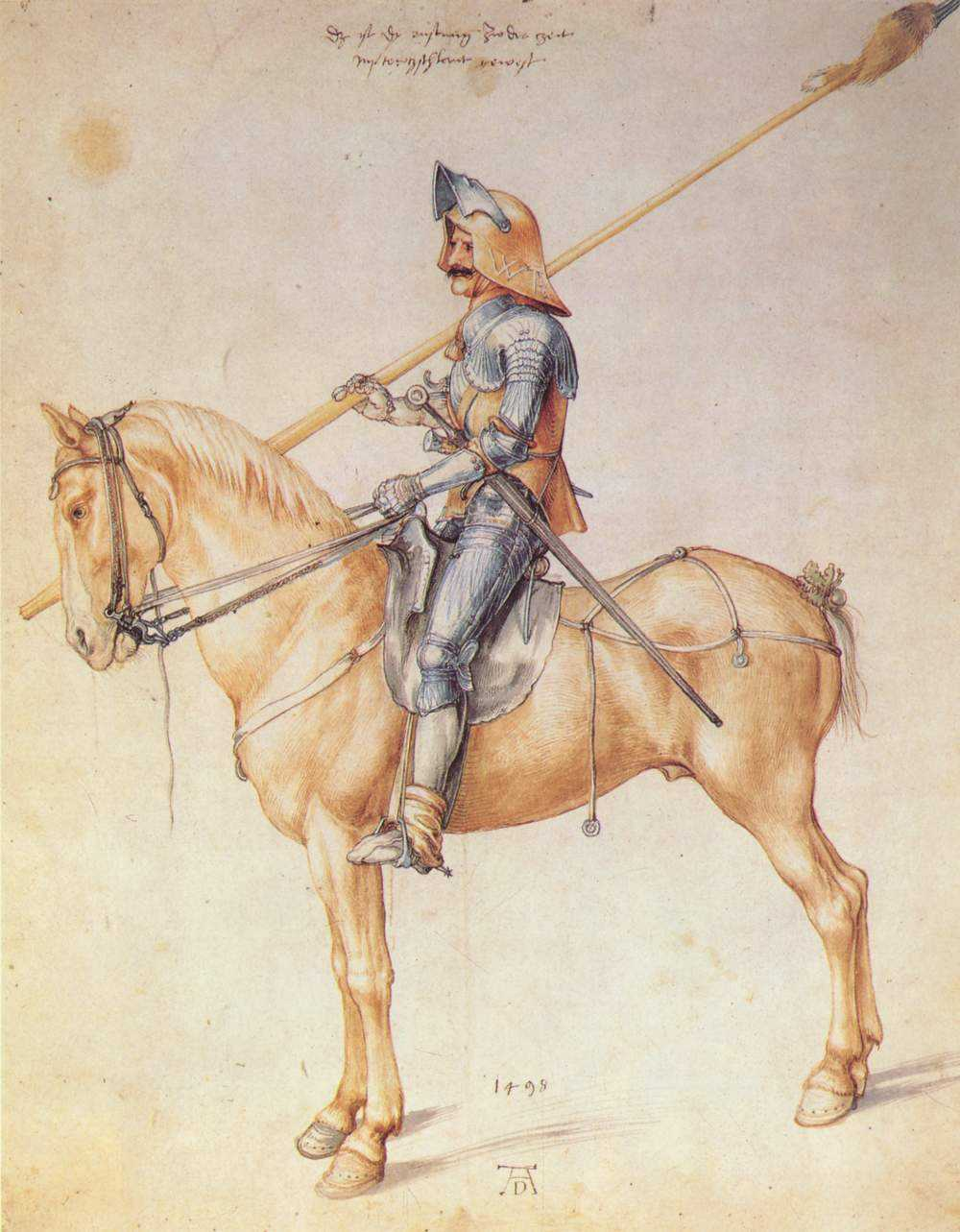
Deutscher Waffenknecht von 1498 (Albrecht Dürer). Die Ausrüstung ist die gleiche wie die des Halb-Ulanen.

Waffenknecht (auch Helm, Spiess oder Gleve; engl. man-at-arms, armsman oder coistrel, franz. Homme d’armes) war eine Bezeichnung, die vom Hochmittelalter bis zur Renaissance genutzt wurde, um einen Soldaten, fast immer einen gut im Gebrauch von Waffen trainierten Krieger, der als voll gepanzerter schwerer Reiter diente, zu zeichnen. Der Begriff könnte sich auf Ritter oder Edelmänner und ihr Gefolge oder Söldner unter ihren Hauptmännern beziehen. Solche Männer konnten gegen Sold oder durch eine feudale Pflicht dienen.

## Entwicklung des Waffenknechts
Im Frühmittelalter konnte jeder gut ausgestattete Panzerreiter sich als „Ritter“, oder miles auf Lateinisch bezeichnen. Im Verlauf des zwölften Jahrhunderts wurde das Rittertum zu einem sozialen Rang, wobei ein Unterschied zwischen milites gregarii (nichtadlige Reiter) und milites nobiles (adlige Ritter) gemacht wurde. Da ein voll gepanzerter Reiter von geringerem sozialen Status auch kein Ritter sein konnte, wurde eine neue Bezeichnung für diese Soldaten erfunden. Die Bezeichnung ist also folglich eine militärische Funktion und kein sozialer Status.
Diese Entwicklung unterschied sich im Detail und zeitlichem Verlauf in ganz Europa, aber von 1300 an gab es eine klare Unterscheidung zwischen der militärischen Funktion des Waffenknechts und des sozialen Rangs des Rittertums.

## Terminologie
Das Deutsche Wörterbuch definiert den Waffenknecht als: „bewaffneter, der nicht ritter ist, söldner, dienstmann“.
Im Mittelalter wurden einige Begriffe für den Waffenknecht gebraucht: Im Deutschen Spiess, Helm oder Gleve, im Französischen homme d’armes, lance oder glaive, in mehreren anderen Ländern bacinet. In Italien wurde die Bezeichnung barbuta genannt und im England des 15. Jahrhunderts waren die Waffenknechte als man-of-arms (ab dem 16. Jahrhundert als man-at-arms) und spears bekannt.
Das Wort Gendarmerie entstammt dem französischen gens d’armes und bedeutet „die Bewaffneten“, wörtlich „Leute der Waffen“.
Der englische Begriff Knight für Ritter leitete sich vom althochdeutschen und mittelhochdeutschen Wort kneht (Knecht) ab, da die Ritter in England unter viel schärferer Kontrolle durch die Monarchie standen als die in Frankreich oder dem Heiligen Römischen Reich. Die Bezeichnungen „knight“ und „man-at-arms“ werden im Englischen häufig synonym verwendet, aber während sicherlich alle englischen Ritter men-at-arms waren, waren nicht alle men-at-arms Ritter.
Zum Ende des Spätmittelalters und dem Beginn der Frühen Neuzeit wandelte sich der Begriff Waffenknecht zu Landsknecht oder auch Kriegsknecht.

## Militärische Funktion
Die militärische Funktion des Waffenknechts war die eines voll gepanzerten schweren Reiters, obwohl er im 14. und 15. Jahrhundert oftmals auch zu Fuß kämpfte. Im Verlauf des 16. Jahrhunderts dienten Waffenknechte zunehmend anderen militärischen Funktionen, als Halb-Lanzierer und Kürassiere.

### Waffen und Rüstung
Während des Mittelalters und bis in die Renaissance wurden die Rüstungen der Waffenknechte teurer und effektiver. Während des 14. Jahrhunderts war die Rüstung eines Waffenknechts eine Zusammensetzung aus verschiedenen Materialien. Ein gesteppter Wams unter einem Kettenpanzer bedeckte Körper, Gliedmaßen und Kopf. Im Verlauf der Jahrhunderte wurde der Kettenpanzer von Plattenrüstung an Körper und Gliedmaßen ergänzt. Im 15. Jahrhundert wurde die volle Plattenrüstung entwickelt, der die Kettenpanzerbestandteile auf einige flexible Verstärkungen an Gelenken und Nähten reduzierte.
Vom 14. bis zum 16. Jahrhundert war die Hauptwaffe des Waffenknechts auf dem Pferderücken die Lanze. Die Lanze des 14. Jahrhunderts war im Wesentlichen ein einfacher, zwölf Fuß langer Speer aus Esche. Als Reaktion auf die Entwicklung von verbesserten Rüstungen wurden schwere Lanzen von bis zu 18 Kilogramm und eine neue Methode der Befestigung der Lanze an der Brustplatte entwickelt – der Rüsthaken (Arrête). Diese Kombination der Schweren Lanze mit dem Rüsthaken ermöglichten es dem berittenen Waffenknecht, eine neue Wirksamkeit auf den Schlachtfeldern des späten 15. und 16. Jahrhundert zu erzielen. Nicht alle Waffenknechte des 15. Jahrhunderts trugen eine schwere Lanze.
Beim Kampf zu Fuß übernahmen Waffenknechte zunächst ihre Reiterwaffen. Von englischen men-at-arms im Italien der 1360er Jahre ist bekannt, dass sie zwei Männer neben sich führten, die die Lanze des Reiters hielten. Bei anderen Gelegenheiten, wie in der Schlacht von Azincourt, verkürzten Waffenknechte ihre Lanzen auf die handhabbarere Länge von fünf Fuß. Im 15. Jahrhundert führte der verstärkte Schutz des Plattenpanzers zur Entwicklung der speziell für Bodenkämpfe geeigneten Mordaxt.

### Pferde
Das Pferd war ein wesentlicher Teil der Ausrüstung des Waffenknechts. Der Typus des Pferdes variierte, abhängig von Reichtum und Status des Besitzers. Andrew Ayton zeigte in einer vertieften Studie zu englischen Schlachtrössern des 13. und 14. Jahrhunderts, dass drei Gattungen vorherrschten; der Destrier, der Renner und das gemeine Pferd (lat. equus, fr. chival). Destriers waren rar und teuer und machten etwa 5 % der Rösser der Waffenknechte aus. Ayton kalkulierte auch den Preis des durchschnittlichen Pferdes eines Waffenknechts in vierzehn Feldzügen zwischen 1282 und 1364; er zeigte, dass dieser zwischen £7,6 und £16,4 variierte. In nur zwei Feldzügen des mittleren vierzehnten Jahrhunderts kostete der Großteil der Pferde mehr als £10. Das Pferd war dennoch ein großer Ausgabenpunkt der Ausstattung der Waffenknechte; die Pferde der französischen Gendarmen in der Mitte des fünfzehnten Jahrhunderts kosteten etwa den sechsfachen Monatssold ihrer Besitzer.
Die Kosten der Pferde bedeuten, dass der Berufssoldat nicht riskieren wollte, sein kostbares Ross im Kampf zu verlieren. Ein im 13. Jahrhundert entwickeltes System entschädigte die Söldner für ihre toten Pferde. In England wurde es nach dem lateinischen Namen restauro equorum benannt, ähnliche Systeme waren in Frankreich und Italien in Gebrauch. Um dieses Versicherungssystem zu sichern, musste der Waffenknecht den Wert seines Pferdes beurteilen und Details seines Aussehens erfassen. Das Beurteilungssystem erlaubte es Söldnern, auf einem Mindestwert und einer damit verbundenen Qualität zu bestehen. Im England des 14. Jahrhunderts betrug der Mindestwert in den meisten Fällen 100 Schilling.

#### Die Rüstung des Pferdes
Bereits Ende des 13. Jahrhunderts, ordnete Eduard I. per Dekret an, dass all seine Waffenknechte auf dem equus coopertus, also einem gepanzerten oder bardierten Pferd, reiten sollten. Die Panzerung des Pferdes war zu dieser Zeit nicht immer aus Metall, sondern oftmals aus Leder oder gestepptem Stoff. Metallische Pferderüstungen bestanden aus Kettenpanzer oder Brigantine, mit dem Schädel vorbehaltenen Plattenpanzer in Form eines Chamfron. Im 15. Jahrhundert wurde der Plattenpanzer für Pferde eingeführt und war häufiger Bestandteil der Ausrüstung des Waffenknechts bis ins 16. Jahrhundert.

## In England

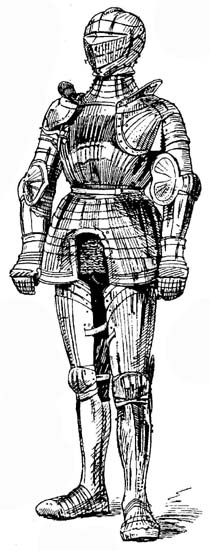
Rüstung eines Waffenknechts aus dem frühen 16. Jahrhundert

### Sozialer Status
Die soziale Struktur der anglonormannischen Gesellschaft Englands war relativ rigide, jedoch war der einfachste Weg für einen Mann seinen sozialen Status zu verbessern der Dienst im Heer oder der Dienst im Klerus. In den normannischen Staaten, im Gegensatz zu vielen anderen damaligen Gesellschaften, war der Ritterschlag von Männern geringer Geburt, die Tapferkeit und Können bewiesen hatten, auf dem Schlachtfeld möglich. Obwohl selten, kamen einige nichtadlige Waffenknechte zum Status eines Adligen. Der Ritterschlag von Knappen und Waffenknechten wurde manchmal in unedler Weise getan, wie es im Hundertjährigen Krieg üblich war, einfach um die Anzahl der Ritter im Heer zu erhöhen. In der ritterlichen Theorie, konnte jedem Reiter der Ritterschlag erteilt werden, jedoch wurde dieser meistens nur von Fürsten und dem Hochadel erteilt. Es ist historisch verbrieft, dass der große Söldnerkapitän Sir John Hawkwood eine große Zahl seiner Anhänger in den Ritterstand erhob, bis zu zwanzig pro Gelegenheit. Versuche, die Macht der Kommandeure zu beschränken, um die Ritter zu stärken, verstärkten sich während des 16. Jahrhunderts, aber zum Ende der Herrschaft Elisabeth I. hatte sich diese Praxis überholt.
Obwohl ritterliche Junggesellen, Bannerträger und Adlige jedes Standes generell als Waffenknechte im Krieg waren, bestand die Masse an Waffenknechten des 13. Jahrhunderts aus einer sich entwickelnden sozialen Schicht, der Gentry. Der Waffenknecht konnte ein reicher Kaufmann jedes sozialen Ursprungs sein, aber in den meisten Fällen basierte sein Reichtum auf Land. Einige entstammten der Schicht der Serjeants, aber während des 14. Jahrhunderts wurden sie verstärkt durch Schildknappen ersetzt. Schildknappen entstammten häufig ritterlichen Familien, die reich genug waren, sie zu Rittern auszurüsten, aber nicht die Kosten und die Verantwortung dieses Rangs tragen wollten. Ebenfalls dienten die Angehörigen der niedrigsten sozialen Schicht der Gentry, die seit dem 15. Jahrhundert als Gentlemen bekannt waren.
Der Anteil von Rittern unter den Waffenknechten variierte von Zeit zu Zeit. Zwischen den 1280er Jahren und den 1360er Jahren waren 20–30 % geläufig. 1380 gab es einen rapiden Abschwung auf 6,5 %. Ein leichter Anstieg auf 8 % ist bei der Schlacht von Azincourt verzeichnet, vielleicht weil eine königliche Armee kämpfte, aber nachdem die Anzahl 1443 weiter sank, sah sich der Herzog von Somerset nur 1,3 % Rittern unter seinen Waffenknechten gegenüber.

### Bedingungen des Dienstes
Die soziale Schichtung der Männer, die als Waffenknechte dienten, zeichnet sich an der Höhe ihres Soldes ab: In der Mitte der 1340er Jahre wurde ein Ritter mit zwei Schilling am Tag bezahlt, ein gewöhnlicher Waffenknecht verdiente die Hälfte; zum Vergleich: Ein Bogenschütze zu Fuß erhielt zwei oder drei Pence, wobei zwölf Pennies auf einen Schilling kamen. Ein Waffenknecht wurde auch je nach der Qualität seines Erstpferdes bezahlt, wenn das Pferd starb oder in der Schlacht fiel. Ein gewöhnlicher Knappe besaß vielleicht ein Schlachtross mit einem Wert von fünf Pfund, während ein großer Adliger ein Pferd bis zu 100 Pfund besaß.
Der soziale Status wurde beeinflusst von der Art des militärischen Dienstes des Waffenknechts. Die Garnisonspflicht wurde als unattraktiv betrachtet und wurde oft von Soldaten von geringerem sozialen Status geleistet. Beispielsweise bestand 1301 die englische Garnison in der schottischen Stadt Roxburgh aus nur drei Rittern im Gegensatz zu 27 Waffenknechten von geringerem sozialen Status.

### Militärische Rolle
Die letzte große Schlacht, in der englische Men-at-arms kämpften, wurde 1547 gegen die schottische Armee in der Schlacht bei Pinkie Cleugh ausgetragen. Die sich in Unterzahl befindende schottische Kavallerie wurde schnell von der englischen Reiterei vertrieben, da sie in einem Gefecht am Vortag fast gänzlich aufgerieben worden war; darauf machten die schottischen Pikeniere einen geballten Ausfall. Um deren Vormarsch zu verlangsamen und der englischen Infanterie mehr Zeit für ihre Aufstellung zu geben, wurde die englische schwere Reiterei (Waffenknechte und Halblanzierer) den Piken entgegen geworfen. Die englische Kavallerie brach schwungvoll in die Pikeniere ein, erlitt aber deutliche Verluste. Trotzdem brachten sie den Angriff der Schotten zum Stehen und erkauften dadurch der englischen Infanterie und Artillerie Zeit, eine effektive Aufstellung einzunehmen; die Schlacht endete in einer schweren Niederlage der Schotten. “To slow their onset and give time for the English infantry to receive them the English heavy horse (men-at-arms and demi-lancers) were thrown against the pikes. The English cavalry crashed into the pikemen with great elan but sustained considerable losses. However, they halted the Scots attack, buying time for the English infantry and artillery to deploy effectively; the battle resulted in a heavy defeat for the Scots.”

## In Frankreich

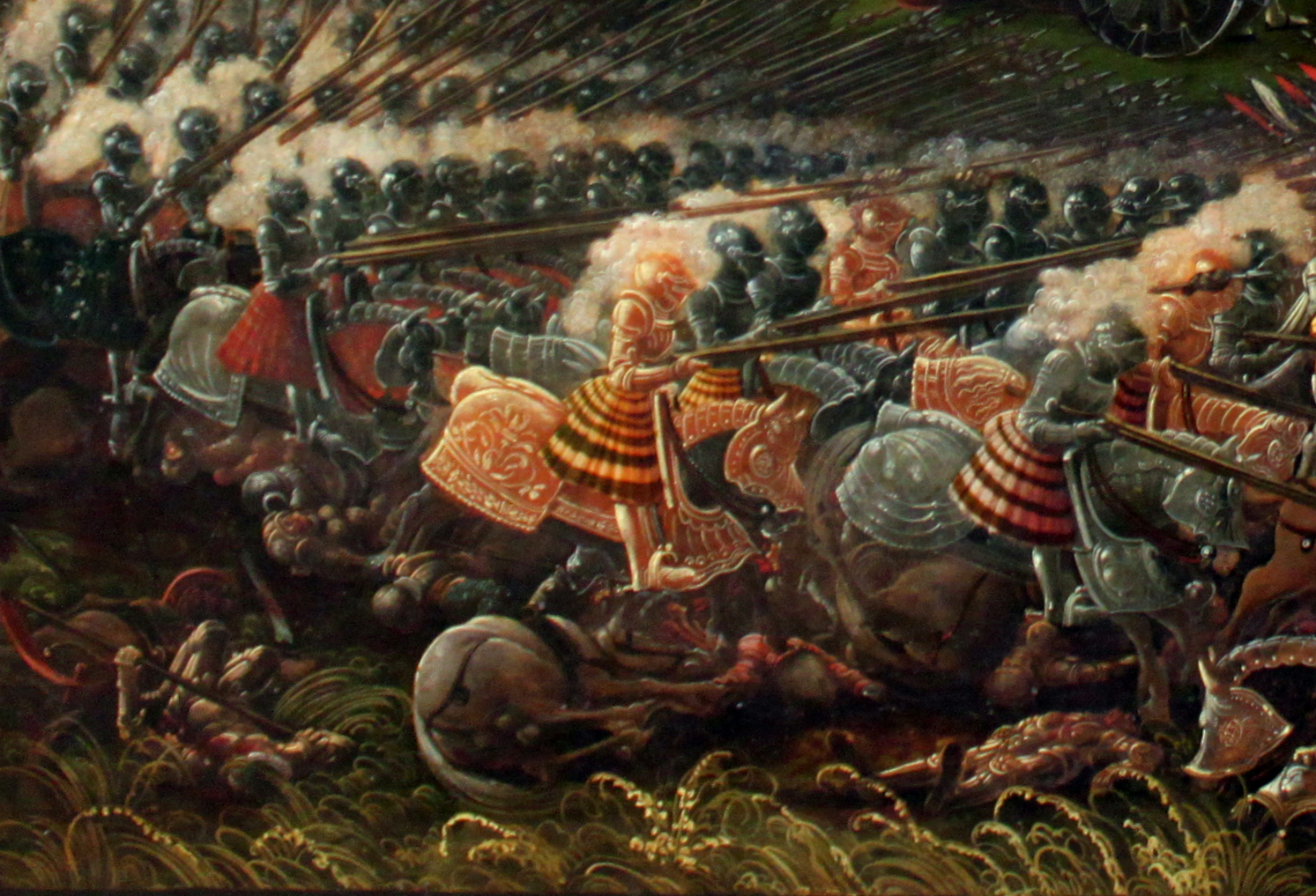
Voll gepanzerte französische Gendarmen aus den Italienischen Kriegen (Mitte des 16. Jahrhunderts)

Französische Waffenknechte waren, wie auch anderswo, gezeichnet von der breiten Schicht gentil hommes. Bis in die Mitte des 14. Jahrhunderts waren sie entweder in Begleitung ihrer Feudalherren oder als Einzelpersonen Teil der königlichen Armee. 1351 wurde die erste einer Serie von ordonnances proklamiert, im Versuch die Organisation der Waffenknechte in Einheiten von 25 bis 80 Kämpfern zu ordnen. Die ordonnance von 1363 versuchte ein stehendes Heer von 6000 Waffenknechten zu kreieren, obwohl es unwahrscheinlich war, brachte der Versuch über 3000 Waffenknechte zusammen. 1445 wurde eine radikale Überarbeitung versucht. 15 Kompanien wurden unter der Ordonnanz gebildet, jede bestand aus 100 Lanzen. Jede Lanze bestand aus Waffenknechten, einem Coutilier, drei berittenen Bogenschützen und einem Schildknappen. 1446 wurde das Programm um fünf weitere Kompanien erweitert und ergab eine Gesamtzahl von 2000 Waffenknechten. Schließlich erreichte die Anzahl dieser gens d’ordonnance du roi unter Ludwig XVI. 15.816 Mann, einschließlich 2.636 Waffenknechten.

### Das 16. Jahrhundert
Die Anzahl an Waffenknechten variierte abhängig von militärischen Umständen bis ins 16. Jahrhundert weiterhin. Im ersten Viertel des Jahrhunderts variierte ihre Zahl von 1500 Lanzen in der Friedenszeit um 1505 und 3847 Lanzen während des Krieges von 1523. Der Wechsel wurde durch die Aushebung und Auflösung ganzer Kompanien und dem variieren der Anzahl an Männern in ordonnance Kompanien hervorgerufen. 1559 beispielsweise, reduzierte Franz II. die Anzahl an Lanzen in jeder Kompanie auf 20.
In den 1580er Jahren befand sich der französische Gendarm als mit einer Lanze bewaffneter schwerer Reiter im Niedergang. Die Schlacht von Coutras am 20. Oktober 1587, zwischen Heinrich von Navarra, und dem Herzog von Joyeuse, während des Achten Hugenottenkrieges, verdeutlicht das Aussterben des schweren Ulanen. Navarras Kavallerie waren 1300 Pistolenschützen, während die Royalisten unter Joyeuse 2000 schwere Ulanen (Gendarmen) waren. Innerhalb von ein paar Minuten des Gefechtes waren die Ulanen besiegt, viele von ihnen wurden gefangen und als Geiseln genommen. Alle späteren französischen Reiter unter der Bezeichnung „Gendarmen“ waren leichter gepanzert, schließlich gänzlich ungepanzert und nutzten Feuerwaffen und Degen, selten die schwere Lanze.

### Spätere Geschichte
Ludwig XIV. fand bei seiner Thronbesteigung nur acht der ursprünglich über hundert Kompanien von Gendarmen vor, aber nach dem Sieg von Fleurus, der durch den Mut dieser entschieden wurde, verstärkte er ihre Anzahl auf sechzehn Kompanien. Die vier ersten Kompanien wurden als Gendarmes ecossais, Gendarmes anglais, Gendarmes bourguignons und Gendarmes flamands bezeichnet, nach den Nationalitäten der Soldaten die ursprünglich die Kompanien stellten, aber zu dieser Zeit bestanden die Kompanien ausschließlich aus französischen Soldaten und Offizieren. Diese vier Kompanien hatten einen Generalkapitän, den König. Die fünfte Kompanie war die Kompanie der Königin und die anderen trugen den Namen des jeweiligen Fürsten, der sie befehligte. Diese Kompanien wurden 1788 aufgelöst.

### Entwicklung zur paramilitärischen Polizeigewalt
Ein militärisches Korps mit solchen Pflichten wurde erstmals 1337 aufgestellt und wurde unter den Befehl des Connétable von Frankreich gestellt und deshalb connétablie benannt. Nachdem 1626 der Titel des Connétable abgeschafft wurde, wurde das Korps unter das Kommando des Maréchal von Frankreich gestellt und in Maréchaussée umbenannt. Die Hauptaufgabe des Korps war der Schutz der Straßen vor Schnapphähnen. 1720 wurde die maréchaussée der Gendarmerie untergeordnet; nach der Französischen Revolution wurde die maréchaussée abgeschafft und die Gendarmerie übernahm 1791 ihre Pflichten.

## In Italien
Waffenknechte formten seit dem 14. Jahrhundert bis ins 16. Jahrhundert die Kerntruppen der Kompanien der italienischen Condottiere. Obwohl die Waffenknechte im Wesentlichen immer berittene Soldaten blieben, kämpften sie im 14. Jahrhundert nach dem Beispiel der englischen Söldner, die seit der zweiten Hälfte des Jahrhunderts gemeinhin dort dienten, oft zu Fuß.
Das System der condotte oder Verträge, das den Condottieri ihren Namen gab, führte zu dem Aufbau von Armeen aus einer Anzahl von Vertragsnehmern, die gewöhnlich unter einem Hauptauftragnehmer dienten. Vielleicht ist die bestbekannte von ihnen die White Company unter Sir John Hawkwood im 14. Jahrhundert. Diese Kompanien wurden in Lanzen von drei Männern eingeteilt, eigentlich zwei kämpfenden Männern und einem Schildknappen. Fünf lanze wurden zusammengefasst um eine posta zu bilden, wobei fünf von diesen eine bandiera bildeten.
In dem 15. Jahrhundert änderte sich die Struktur der Kompanien. Eine Kompanie war eingeteilt in eine Zahl von Schwadronen. Eine von diesen war die Schwadron des Kapitäns. Die Größe der Schwadrone variierte, aber umfasste mindestens eine Lanze.
In der zweiten Hälfte dieses Jahrhunderts, wurden diese Strukturen ergänzt, durch die Praxis des Anheuerns von einzelnen Waffenknechten neben Kompanien durch Staaten, die dann von einem Kommandanten vom Staat zusammengefasst wurden. Diese Waffenknechte wurden ursprünglich rekrutiert, weil ihr Kommandant gestorben oder zu alt war und waren bekannt als lanze spezzate oder gebrochene Lanzen. Zur selben Zeit waren Veränderungen in den Komponenten der Lanze zu sehen. Zum Ende des 15. Jahrhunderts, wurden Geschwader von Waffenknechten in größere Formationen geordnet, die Kolonnen genannt wurden und unter einem condottiero, dem colonello, geordnet wurden. Eine Kolonne umfasste in der Regel acht bis zehn Schwadrone.